# Jefim Mojsejevič Fomin
Jefim Mojsejevič Fomin (rusky Ефим Моисеевич Фомин; 15. ledna 1909 Kolyški, Vitebská gubernie, Ruské impérium – 26. června 1941 Brest, Běloruská SSR, SSSR) byl sovětský důstojník, plukovní komisař. V Rudé armádě sloužil od roku 1932, naposledy ve funkci zástupce velitele 84. střeleckého pluku 6. střelecké divize. Vyznamenal se jako jeden z vůdců obrany Brestské pevnosti v červnu 1941.

## Život

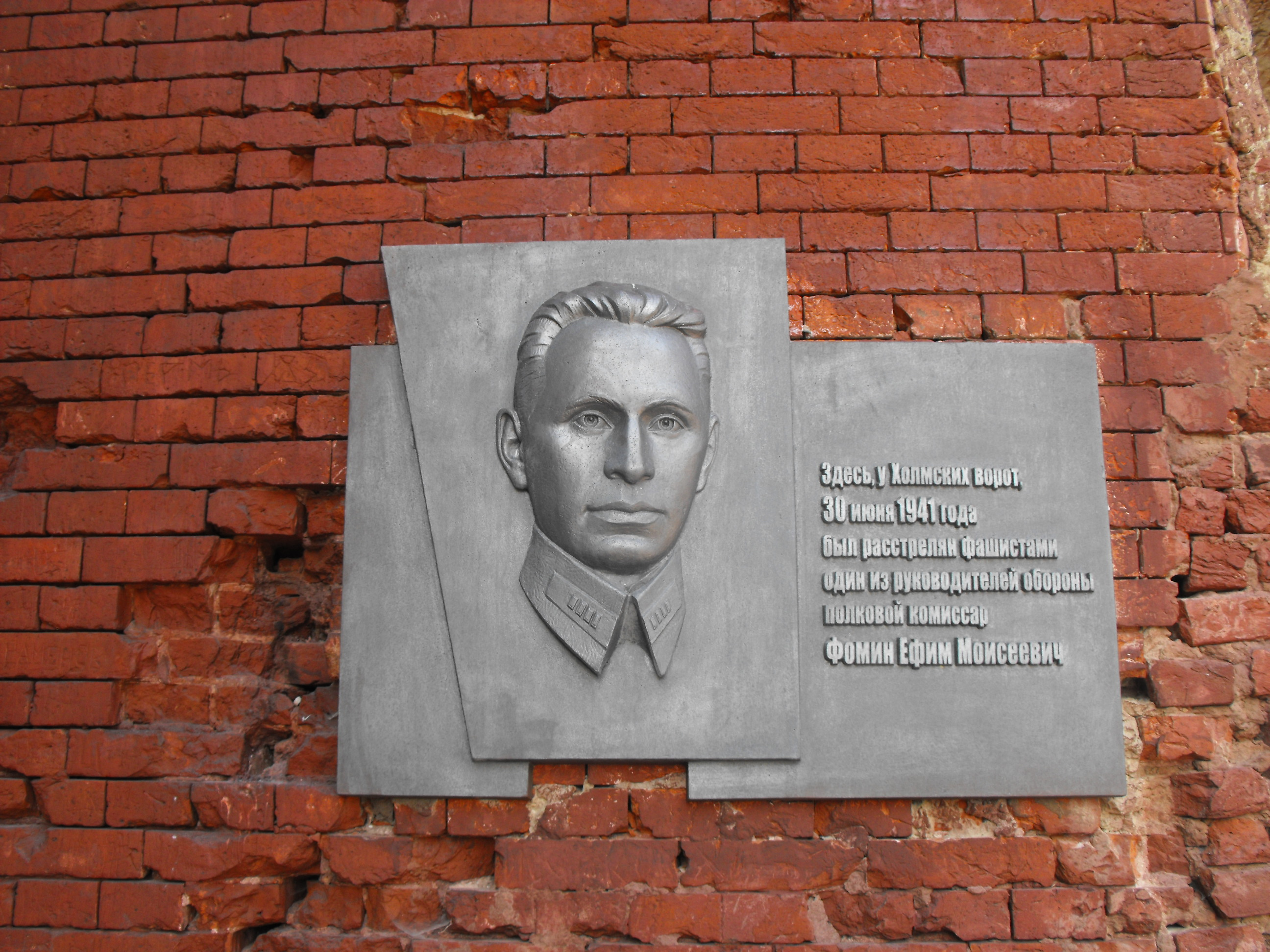
Pamětní deska v místě popravy

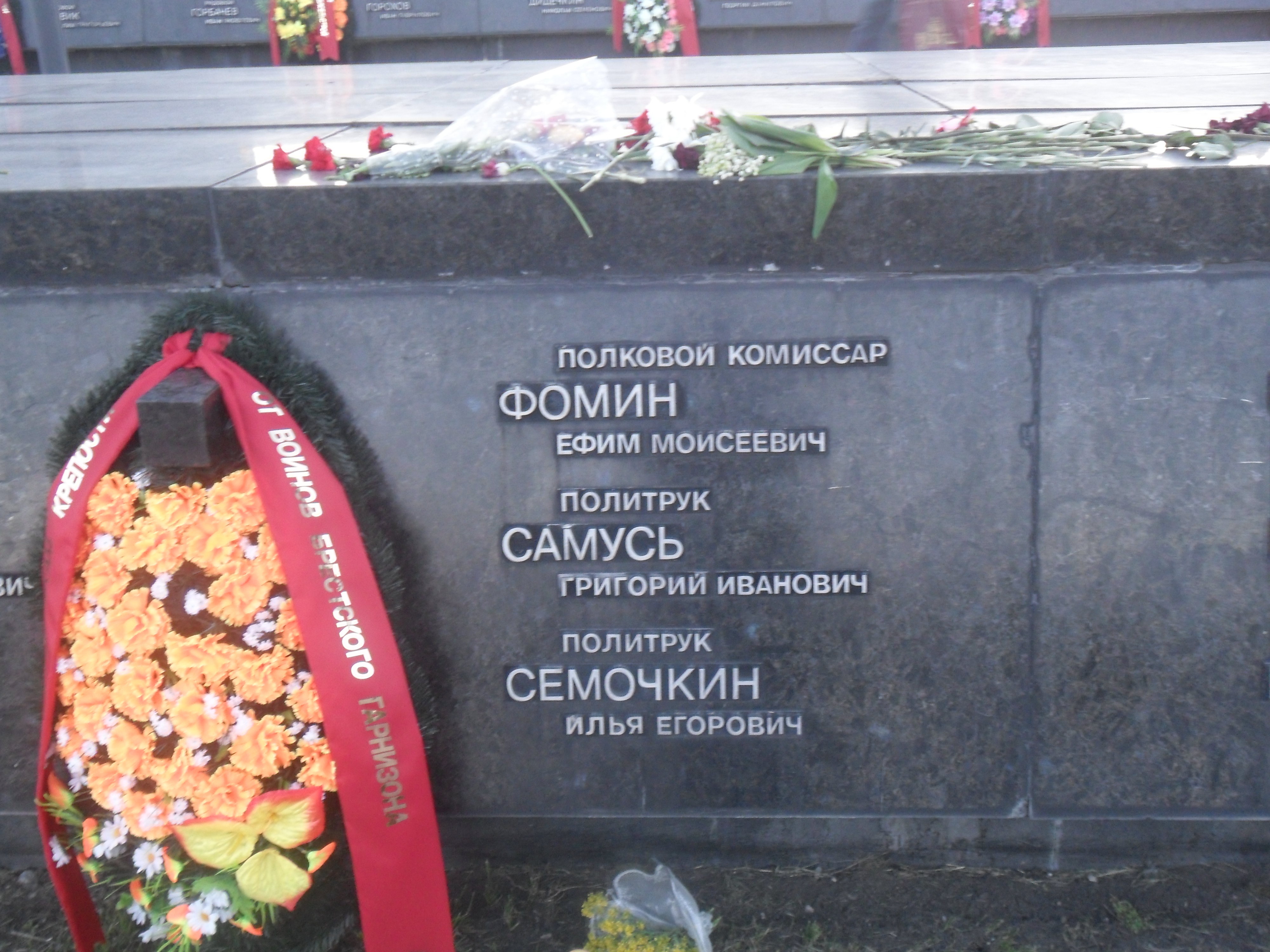
Pamětní deska na Ceremoniálním náměstí v Brestu

Jefim Fomin se narodil v chudé židovské rodině (jeho otec byl kovář, jeho matka byla švadlena). Po smrti svých rodičů žil u tety a pak u strýce. V roce 1921 byl učněm kadeřníka a pak obuvníka ve Vitebsku. V roce 1924 vstoupil do Komsomolu, v letech 1927–1929 studoval na stranických školách v Pskově a Kolomně, roku 1930 vstoupil do VKS(b). O dva roky byl při stranické mobilizaci poslán do Rudé armády, kde působil jako politický důstojník.
V roce 1938 absolvoval kurs při politické správě Charkovského vojenského okruhu. Jako vynikající student a aktivní komunista dostal pochvalu od politického vedení – hodinky s nápisem „Za vynikající úspěchy v osvojení bolševismu“. V srpnu téhož roku se stal vojenským komisařem 23. střelecké divize u střelecké divize. S divizí se v září 1939 podílel na kampani v západní Ukrajině. V létě 1940 byla divize přeložena do Daugavpilsu.
V březnu 1941 byl z důsledků obvinění ze špatné práce převelen do Brestu na nižší post zástupce velitele 84. střeleckého pluku 6. střelecké divize Rudé armády.
Dne 21. června 1941 chtěl navštívit svou rodinu v Daugavpilsu, ale kvůli davu lidí na nádraží se neprotlačil k pokladně a nezískal jízdenku. Vrátil se tedy do Brestské pevnosti, kde ve 3:15 ráno následujícího dne zahájilo německé dělostřelectvo bombardování. Fomin se ujal velení u Chelmské brány. Dne 24. června se stal zástupcem velitele obránců pevnosti. Po těžkých bojích byl dne 26. června 1941 Němci bez soudu popraven – jako politruk a Žid.

## Posmrtná ocenění
- 3. ledna 1957: Jefim Mojsejevič Fomin byl posmrtně vyznamenán Leninovým řádem za jeho roli při obraně Brestské pevnosti.
- 8. května 1991: Na žádost veteránů 23. divize, ministr obrany SSSR zrušil obvinění z roku 1941 a posmrtně Fominovi obnovil funkci zástupce velitele divize.